# Buddy Baker
Norman Dale Baker, dit « Buddy Baker », est un compositeur américain né le 4 janvier 1918 à Springfield (Missouri) et mort le 26 juillet 2002 à Sherman Oaks (Californie, États-Unis),. Il travailla sur plusieurs films et attractions Disney.

## Biographie
Né le 4 janvier 1918 à Springfield (Missouri), Buddy Baker étudie la musique et obtient un doctorat ès musique à la Southwest Baptist University.
Dans les années 1930, il commence une carrière de trompettiste dans plusieurs formations au côté de Harry James, Kay Kyser et Stan Kenton. Il compose aussi des musiques pour des émissions de télévision dont The Jack Benny Show.
En 1955, il entre aux Studios Disney pour composer avec George Bruns la musique de la série Davy Crockett.
À partir du début des années 1960, il se spécialise sur les musiques d'attractions au sein de WED Enterprises, débutant sur celles prévues pour la Foire internationale de New York 1964-1965.
Il compose les musiques de Haunted Mansion, Universe of Energy, The American Adventure, World of Motion, Wonders of China, Kitchen Kabaret, Listen to the Land et Impressions of France. Pour Haunted Mansion, il a composé la musique de Grim Grinning Ghosts, avec des paroles de X Atencio.
Il a pris sa retraite en 1983 de compositeur et est considéré comme le dernier intégré à un grand studio, depuis les compositeurs sont essentiellement indépendants et travaillent pour des missions.
Il poursuit toutefois une carrière de chef d'orchestre au sein du programme de la Southwest Baptist University, et aussi pour des attractions de Disney dont Innoventions à Disneyland, Many Adventures of Winnie the Pooh au Magic Kingdom et Seven Voyages of Sinbad à Tokyo DisneySea.

## Filmographie

### Comme acteur
- 1968 : À plein tube : pilote de stock-car

### Comme compositeur
1953 : La Scandaleuse (en) (Wicked Woman)
1955 : The Mickey Mouse Club 3 épisodes,
1956 : I'm No Fool in Water
1956 : I'm No Fool as a Pedestrian
- 1957 à 1980 : Disneyland 42 épisodes

1959 : Disneyland '59 TV
1959 : Donald au pays des mathémagiques
1960 : Le Clown et l'Enfant (Toby Tyler)
1961 : Donald and the Wheel
1961 : The Litterbug
1961 : Dingo fait de la natation (Aquamania)
- 1963 : Johnny Shiloh TV

1963 : L'Été magique (Summer Magic)
1964 : Les Mésaventures de Merlin Jones
1964 : Les Pas du tigre (A Tiger Walks)
- 1965 : Kilroy (téléfilm)

1965 : Un neveu studieux (The Monkey's Uncle)
1967 : La Gnome-mobile (The Gnome-Mobile)
1968 : Winnie l'ourson dans le vent
1969 : Guns in the Heather
1969 : Un raton nommé Rascal (Rascal)
1969 : My Dog, the Thief TV
1970 : Le Roi des grizzlis (King of the Grizzlies)
1970 : Menace on the Mountain (es) TV
1971 : Project Florida
1971 : La Cane aux œufs d'or
1972 : Napoléon et Samantha (Napoleon and Samantha)
1972 : Cours, couguar, cours (Run, Cougar, Run)
1972 : The Magic of Walt Disney World
1973 : Charley et l'Ange (Charley and the Angel)
1973 : Superdad
1974 : Carlo, the Sierra Coyote TV
1974 : Mes amis les ours (The Bears and I)
1974 : Return of the Big Cat TV
1975 : The Footloose Goose TV
1975 : Le Gang des chaussons aux pommes (The Apple Dumpling Gang)
1975 : The Best of Walt Disney's True-Life Adventures
1976 : La Folle Escapade
1976 : Treasure of Matecumbe
1976 : Un candidat au poil
1977 : Les Aventures de Winnie l'ourson
1977 : A Tale of Two Critters
1978 : Trail of Danger TV
1978 : Tête brûlée et pied tendre (Hot Lead and Cold Feet) de Robert Butler
1979 : Le Retour du gang des chaussons aux pommes (The Apple Dumpling Gang Rides Again) de Vincent McEveety
1980 : The Kids Who Knew Too Much TV
1981 : Max et le Diable
1981 : Rox et Rouky
1982 : Impressions of France
1987 : The Puppetoon Movie
1990 : Forgotten Heroes

## Récompenses et nominations
- Il a été nommé pour l'Oscar de la meilleure musique de film pour Napoléon et Samantha (1972)
- Il a été nommé Disney Legends, en 1998[1],[2].

## Anecdotes
Buddy Baker fut le premier pilote à passer la barre des 200 miles sur le superspeedway de talladega, en roulant à 200,447 milles (322,588 km) lors d'une séance d'essais effectuée le 24 mars 1970.